# Station Rivesaltes
Station Rivesaltes is een spoorwegstation in de Franse gemeente Rivesaltes.
Op dit station stopt de TER Languedoc-Roussillon van Perpignan naar Narbonne en vertrekt de Train du Pays Cathare et du Fenouillèdes naar Axat.